# Estació de Carrilet (Vallfogona de Balaguer)
L'Estació de Carrilet és una obra noucentista de Vallfogona de Balaguer (Noguera) inclosa a l'Inventari del Patrimoni Arquitectònic de Catalunya.

## Descripció
L'estació del carrilet de Vallfogona de Balaguer està situada als afores del nucli, al sector nord-oest i a prop de la línia fèrria Lleida-Balaguer-la Pobla de Segur, ja que en aquest tram, la línia del carrilet de Mollerussa a Balaguer discorria paral·lela a aquella. Concretament es troba a 120 metres a l'oest de la carretera C-13 de Lleida a Balaguer a l'alçada del punt quilomètric 26,650.
Es tracta d'un senzill edifici de planta rectangular, amb construcció de maons a les cantonades i eixos estructurals horitzontals (pintats de vermell), i panys de paret recoberts d'un arrebossat de morter de calç (pintats de blanc). Totes les obertures són d'arcs rebaixats de maó disposat a plec de llibre i emmarcades amb maó vist, pintat de vermell. Es disposen simètricament a cada costat, amb dues portes a la façana que afrontava amb l'andana (a ponent) i una a l'oposada, mentre que les sis finestres s'intercalen entre aquelles (excepte la finestra dreta de la façana nord, que es troba tapiada. Al centre de la façana de ponent, s'aixeca un petit frontó de perfil curvilini que originalment contenia el rètol que anunciava l'estació.
Les cantonades es configuren amb una disposició alternada de maons en tres trams amples i tres trams prims respectivament. A la part baixa de les façanes, inclòs a les cantonades, hi ha un sòcol de la mateixa altura que l'ampit de les finestres i a la part alta hi ha una cornisa configurada en quatre nivells decreixents separa la part central de les façanes d'un fris previ a la teulada. La teulada, actualment reformada i feta amb placa metàl·lica vermella, és a doble vessant i amb el carener longitudinal. El capcer de les façanes laterals es configura amb un frontó a un ull de bou d'obra de maó vist. La part superior de la cornisa de les façanes, inclòs el capcer, es troba recoberta amb placa metàl·lica vermella.
En conjunt, l'exterior de l'edifici manté un aspecte immillorable i harmoniós que ret homenatge, en un rètol en el frontó de la façana oest, a la seva pròpia història amb l'esment de tres dates (1900-1952-2003) que corresponen respectivament al seu origen, abandó i rehabilitació.
L'interior es troba totalment reformat i adaptat a l'ús com a habitatge particular, amb una xemeneia afegida a la banda sud de l'edifici.

## Història
La línia fèrria de via estreta coneguda popularment com 'el carrilet' que unia Mollerussa amb Balaguer es va inaugurar l'any 1905. Tenia un brancal (anomenat l'Empalme) a Menàrguens per al servei de la companyia sucrera d'aquesta població. La línia va ser clausurada el 1951 quan havia perdut ja una de les finalitats que n'havien impulsat la construcció, ja que la sucrera de Menàrguens s'havia traslladat a Montsó i l'estació de Vallfogona fou venuda i adaptada com a habitatge. L'any 2003 l'edifici va ser rehabilitat amb una substitució de la coberta de teulades per una de plaques metàl·liques.